# Silene renzii
Silene renzii är en nejlikväxtart som beskrevs av Melzh. Silene renzii ingår i släktet glimmar, och familjen nejlikväxter. Inga underarter finns listade i Catalogue of Life.